# Edward Anders
Edward Anders (* 21. Juni 1926 in Libau, Lettland, als Eduards Alperovičs; † 1. Juni 2025 in San Mateo, Kalifornien) war ein lettisch-amerikanischer Geochemiker und Holocaustforscher.

## Leben
Anders wuchs in einer deutsch-baltisch assimilierten jüdischen Familie in Libau auf. Nach der deutschen Besetzung Lettlands 1941 setzte die Verfolgung der jüdischen Bevölkerung ein. Seine Mutter Erica und er überlebten den Holocaust, weil die Mutter angab, als arisches Findelkind in einer jüdischen Familie aufgezogen worden sein. Anders’ Vater Adolph wurde Ende 1941 erschossen und weitere 24 Familienmitglieder wurden im Holocaust ermordet. Der Bruder Georg starb 1944 an Diphtherie. Anders und seine Mutter flohen 1944 nach Deutschland. Von 1946 bis 1949 studierte Anders als Displaced Person mit einem Programm der UNRRA Chemie an der Universität München. Als Zeuge sagte er bei den Nürnberger Prozessen aus.
Edward Anders emigrierte 1949 in die USA, wo er an der Columbia University 1951 einen Master in Chemie und 1954 einen Ph.D. erwarb. 1955 wurde er US-amerikanischer Staatsbürger und änderte seinen Nachnamen von Alperovitch zu Anders. Er war von 1955 bis 1991 Professor für Chemie an der University of Chicago, ab 1968 war er zusätzlich für das Field Museum of Natural History tätig. Gastprofessuren führten ihn unter anderem an das California Institute of Technology, die Universität Turin und mehrfach an die Universität Bern.
Anders befasste sich mit dem Ursprung, dem Alter und der Zusammensetzung von Meteoriten und Planeten, mit interstellarem Staub in Meteoriten, mit Massenverlust in der Erdgeschichte und mit dem Vorkommen verschiedener Elemente. Anders konnte nachweisen, dass Meteoriten meist aus Asteroiden entstanden sind, und dass organische Substanzen auf Meteoriten abiotischen Ursprungs sind.
Anders veröffentlichte rund 270 wissenschaftliche Publikationen. Er hatte im Januar 2019 einen h-Index von 90.
Nach seiner Emeritierung befasste er sich unter anderem mit dem Holocaust in Lettland. Er veröffentlichte eine Autobiographie mit detailreichen Schilderungen der Judenverfolgung in Lettland und des eigenen Überlebens. Außerdem betreute er eine Internetseite zur Dokumentation des jüdischen Lebens seiner Heimatstadt mit einer Datenbank von über 7.000 Juden zum Zeitpunkt der Besetzung.
Anders war ab 1955 mit Joan Fleming († 2019) verheiratet. Das Paar hatte einen Sohn und eine Tochter. Edward Anders starb am 1. Juni 2025 im Alter von 98 Jahren in San Mateo in Kalifornien.

## Auszeichnungen (Auswahl)
- 1959: Newcomb Cleveland Prize der American Association for the Advancement of Science für Meteorites and Asteroids[4]
- 1961: Fellow der American Association for the Advancement of Science
- 1971: J. Lawrence Smith Medal der National Academy of Sciences[5]
- 1973: Guggenheim-Stipendium[6]
- 1973: Mitglied der American Academy of Arts and Sciences[7]
- 1974: Mitglied der National Academy of Sciences[8]
- 1990: V. M. Goldschmidt Award der Geochemical Society[9]
- 1991: Gerard P. Kuiper Prize der American Astronomical Society[10]
- 1995: Harry H. Hess Medal der American Geophysical Union[11]
- 2000: Ehrendoktor der Lettischen Akademie der Wissenschaften
- 2001: Benennung des Asteroiden (4815) Anders[12][13]
- 2012: Atzinības krusts (lettisches Verdienstkreuz) 4. Klasse

## Veröffentlichungen (Auswahl)
Zeitschriftenbeiträge
- Edward Anders: Origin, age, and composition of meteorites. In: Space Science Reviews. Band 3, Nr. 5-6, 1964, S. 583–714, doi:10.1007/bf00177954.
- John W. Morgan, Edward Anders: Chemical composition of Earth, Venus, and Mercury. In: Proceedings of the National Academy of Sciences. Band 77, Nr. 12, 1980, S. 6973–6977, doi:10.1073/pnas.77.12.6973.
- Edward Anders, M. Ebihara: Solar-system abundances of the elements. In: Geochimica et Cosmochimica Acta. Band 46, Nr. 11, 1982, S. 2363–2380, doi:10.1016/0016-7037(82)90208-3.
- Edward Anders, N. Grevesse: Abundances of the elements: Meteoritic and solar. In: Geochimica et Cosmochimica Acta. Band 53, Nr. 1, 1989, S. 197–214, doi:10.1016/0016-7037(89)90286-x.
- Edward Anders, E. Zinner: Interstellar Grains in Primitive Meteorites: Diamond, Silicon Carbide, and Graphite. In: Meteoritics. Band 28, Nr. 4, 1993, S. 490–514, doi:10.1111/j.1945-5100.1993.tb00274.x.
- Edward Anders, Juris Dubrovskis: Who Died in the Holocaust? Recovering Names from Official Records. In: Holocaust and Genocide Studies. Band 17, Nr. 1, 2003, S. 114–138, doi:10.1093/hgs/17.1.114, PMID 20684094.

Monografien
- Unter Letten während des Holocaust. Meine Biographie. Hrsg.: Uwe Neumärker. Stiftung Denkmal für die ermordeten Juden Europas, Berlin 2024, ISBN 978-3-942240-42-0 (englisch: Amidst Latvians during the Holocaust. Riga 2010.).